# Articulata
Articulata är en klass av armfotingar. Articulata ingår i fylumet armfotingar och riket djur.
Klassen innehåller bara ordningen Terebratulida.

## Bildgalleri

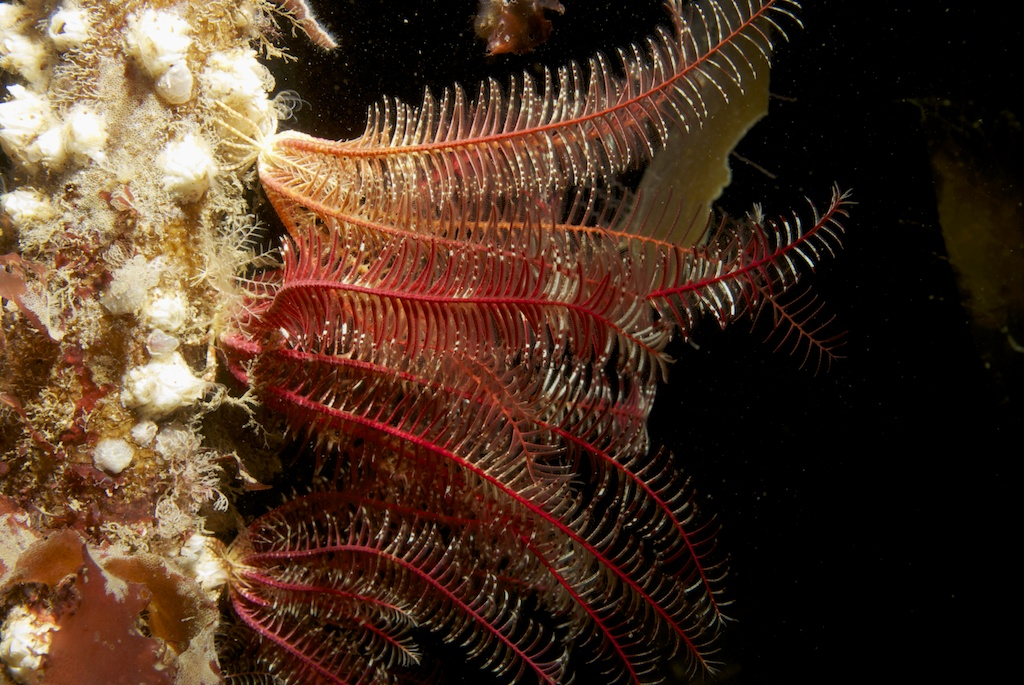
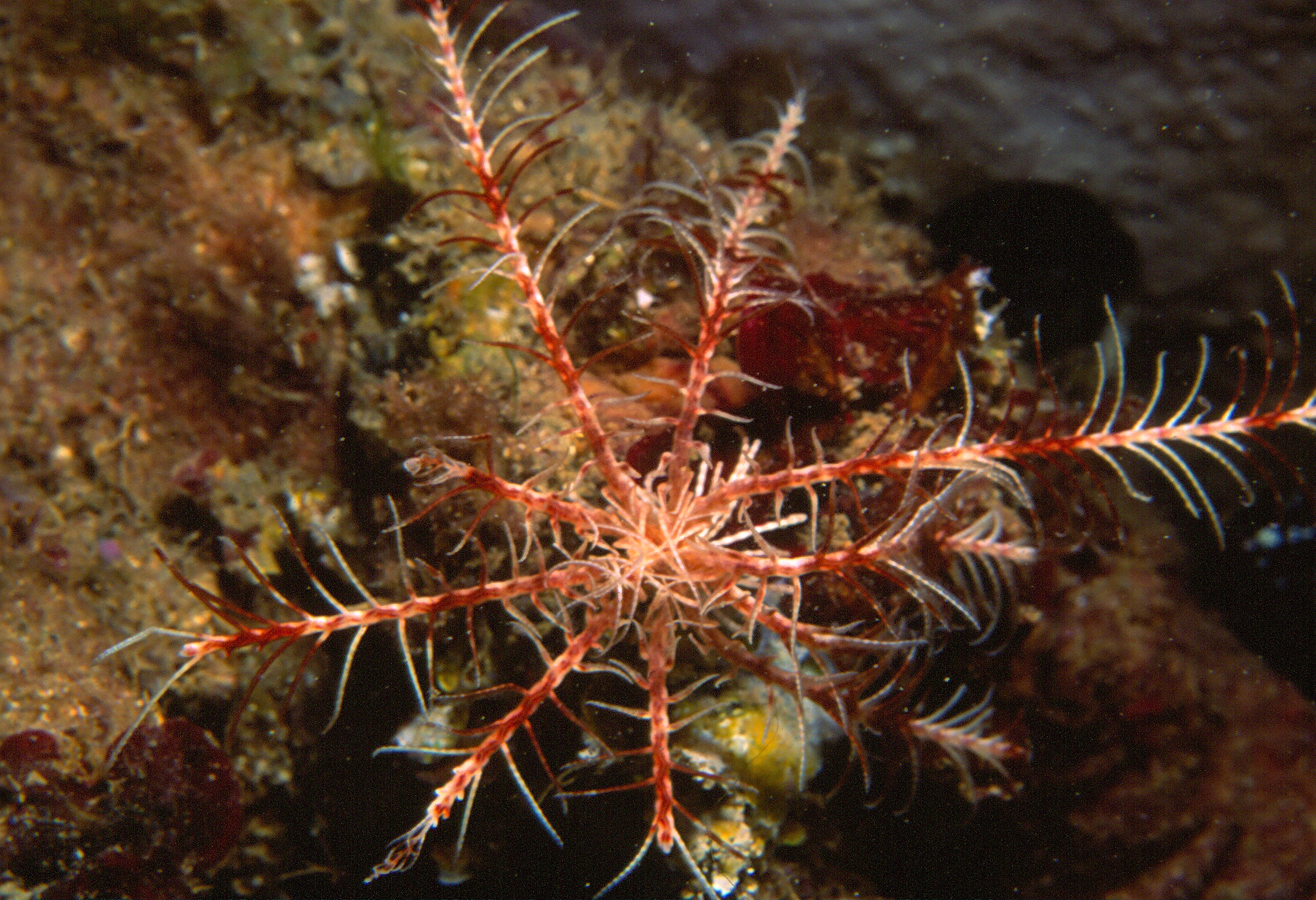
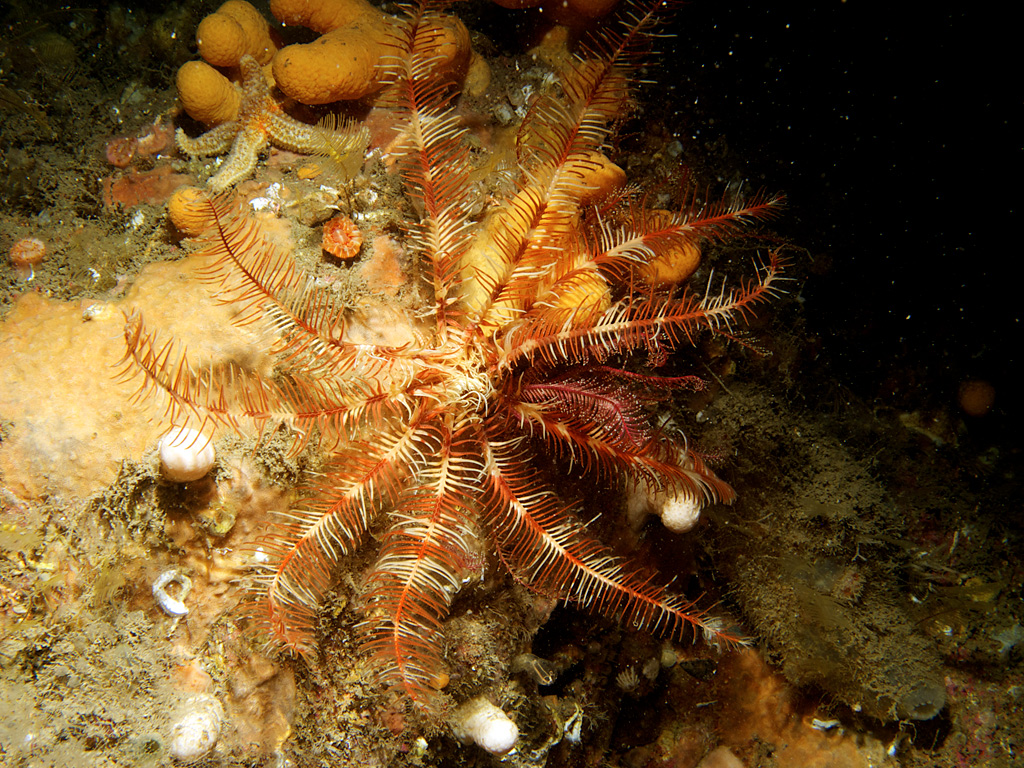
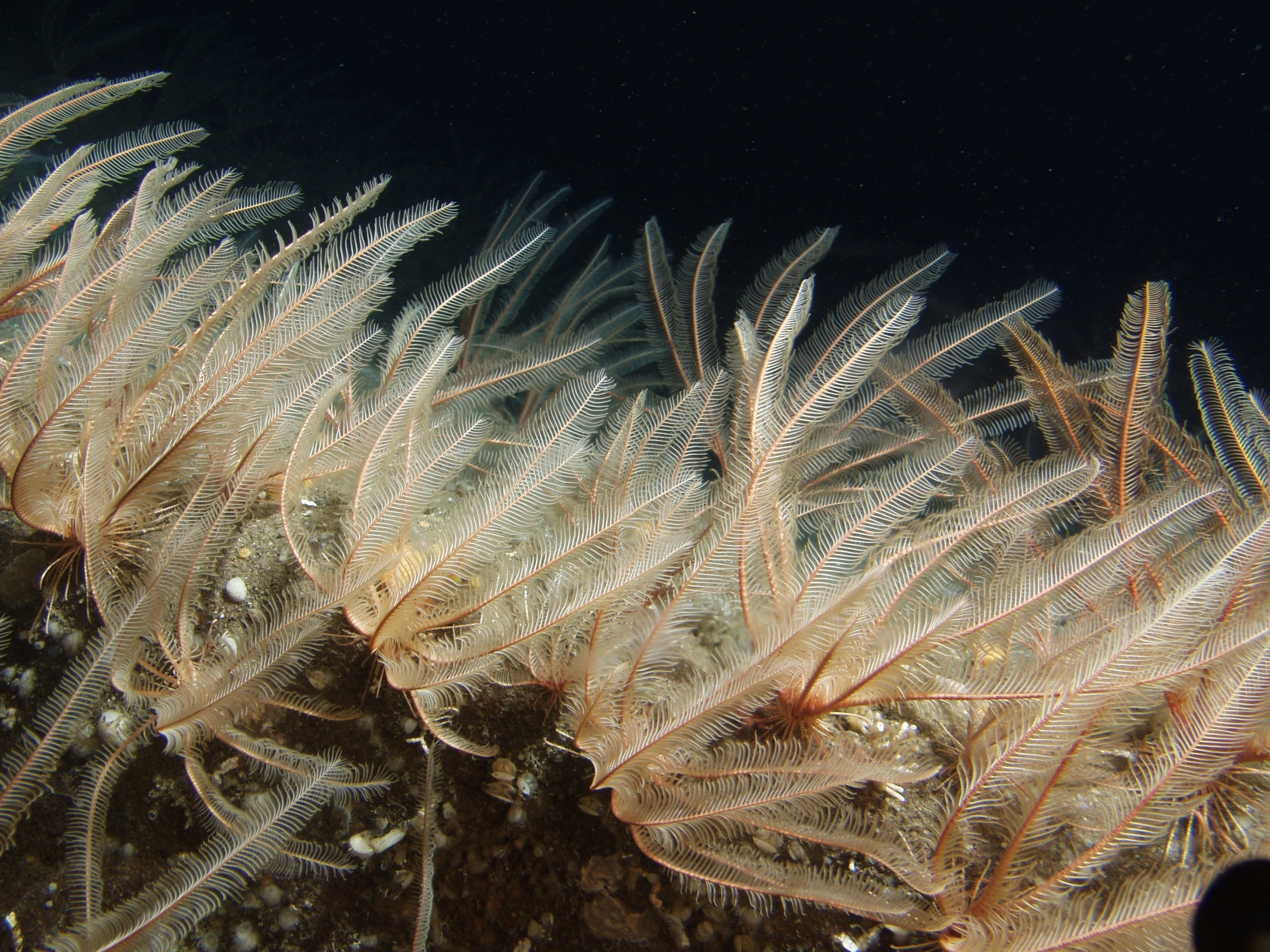
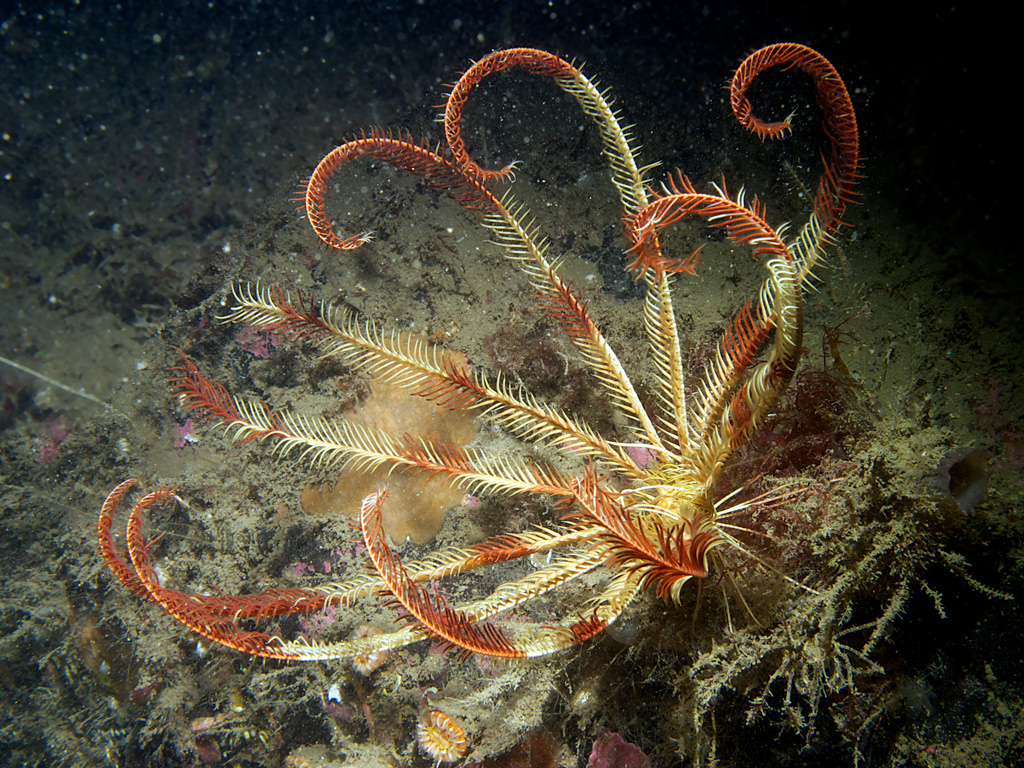
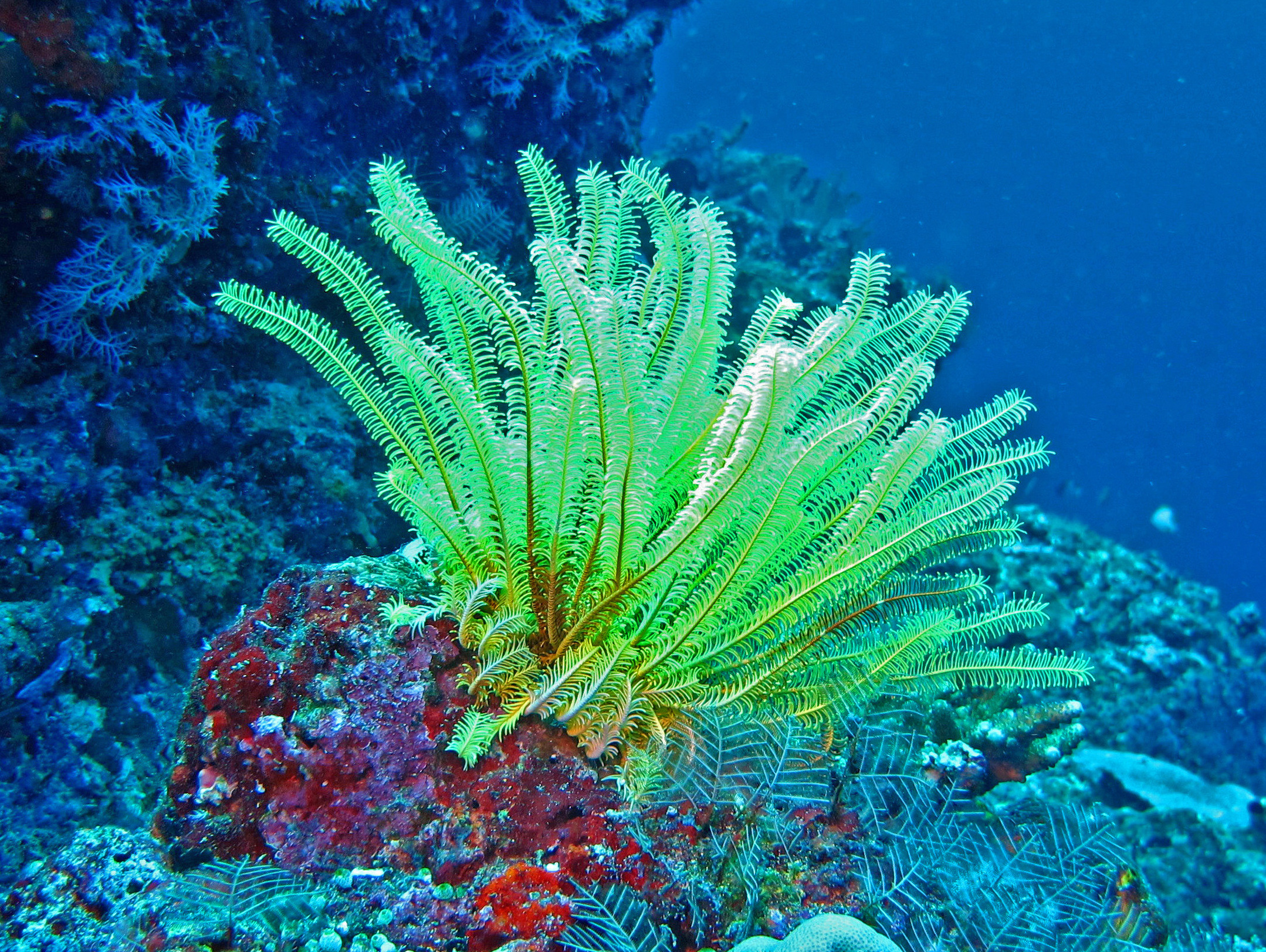